# Boris Dežulović
Boris Dežulović, hrvaški novinar in književnik, * 20. november 1964, Split, SFRJ. 

## Življenjepis
Novinar, književnik, bivši bas kitarist punk zasedbe Beethoven Band in eden od utemeljiteljev alternativne gledališke skupine Epicentar (1985). Študiral je umetnostno zgodovino na zagrebški Filozofski fakulteti, delal kot ilustrator, risar stripov, grafični urednik in časopisni reporter.
Novinarsko kariero je začel v splitski Omladinski iskri, nadaljeval pa kot reporter Nedjeljnje in Slobodne Dalmacije.
Skupaj s Predragom Lucićem in Viktorjem Ivančićem je ustanovil satirični tednik Feral Tribune, danes pa piše za hrvaški Globus kolumno Ugovor s đavlom, in za slovenski Dnevnik kolumno Slovenija, moj deželovič.

## Dela
- Greatest shits: antologija suvremene hrvatske gluposti (Feral Tribune, Split, 1999) (skupaj s Predragom Lucićem), (COBISS)
- Christkind (roman, Durieux, Zagreb, 2003) - prevod v slovenščino: Christkind, V.B.Z., Ljubljana, 2005: prevajalec: Andrej Jaklič, (COBISS)
- Jebo sad hiljadu dinara (roman, Europapress Holding, Zagreb, 2005), (COBISS)
- Pjesme iz Lore (poezija, Durieux, Zagreb, 2005), (COBISS)
- Poglavnikova bakterija (zbirka kratke proze, VBZ, Zagreb, 2007), (COBISS)
- Ugovor s đavlom (esej, Duriex, Zagreb, 2008), (COBISS)
- Zločin i kazna (VBZ, Beograd, 2010), (COBISS)

## Nagrade
Leta 1992 je prejel skupaj s Predragom Lucićem in Viktorjem Ivančićem letno novinarsko nagrado Veselko Tanžera, za prvi roman Christkind je prejel nagrado Jutarnjega lista za najboljše prozno delo na Hrvaškem, ter istega leta nagrado Marija Jurić Zagorka za novinarja leta, ki mu jo je podelilo Hrvatsko novinarsko društvo, za Pjesme iz Lore pa nagrado Joško Kulišić, podeljeno s strani Hrvatskog Helsinškog odbora.